# Love Love Love (平井堅の曲)
「Love Love Love」（ラブ・ラブ・ラブ）は1998年5月29日に発売された日本の歌手、平井堅の7枚目のシングル。

## 解説
- 発表当時の売れ行きはいま一つで、オリコンチャートにもランクインしていない。しかし、平井本人がのちのベスト・アルバム『歌バカ』での曲評に「敗れて悔いなし」とコメントしている。
- 累計出荷枚数は3万枚[1]。
- 「Love Love Love」はTBS系『愛のヒナ壇』オープニングテーマ。バックコーラスにゴスペルを取り入れたナンバーとなっている。
- 「強くなりたい」は2007年12月20日の武道館ライブにおいて女性シンガーソングライター、絢香によってカバーされていたことがある。その映像は絢香の2ndアルバム『Sing to the Sky』の武道館映像DVD付き限定盤に収録されている。
- ミュージックビデオは福岡県福岡市中央区の警固公園で撮影された。当時平井がレギュラー出演していたCROSS FMの番組で撮影前日に生放送で参加を呼び掛けたところ300名ほどが集まったという。[2]

## 収録曲
| 全作詞・作曲: 平井堅。 |                    |        |            |                                            |      |
| #                      | タイトル           | 作詞   | 作曲・編曲 | 編曲                                       | 時間 |
| 1.                     | 「Love Love Love」 | 平井堅 | 平井堅     | 中西康晴、鈴木大（コーラスアレンジメント） | 5:31 |
| 2.                     | 「強くなりたい」   | 平井堅 | 平井堅     | 鹿島伸夫                                   | 5:17 |